# سیارک ۲۵۳۷۲
سیارک ۲۵۳۷۲ (به انگلیسی: 25372 Shanagarza، نامگذاری:1999TB164) بیست و پنج هزار و سیصد و هفتاد و دومین سیارک کشف شده‌است که در ۹ اکتبر ۱۹۹۹ کشف شد.
قدر مطلق سیارک برابر ۷.۸ است.